# Budkov (Struhařov)
Budkov (německy Budkau) je malá vesnice, část obce Struhařov v okrese Benešov ve Středočeském kraji, kterou protéká Budkovský potok, napájející stejnojmenný rybník. Budkov a Skalici odděluje vrch Hůrecká věž. Na protilehlém nižším vrchu se v 19. století lámal kámen. Vesnice stojí asi dva kilometry jihozápadně od Struhařova na silnici č. 111, dostupná z vlakové a autobusové zastávky Struhařov. Budkov leží v katastrálním území Skalice u Benešova o výměře 3,79 km².

## Historie
První písemná zmínka o vesnici pochází z roku 1788.

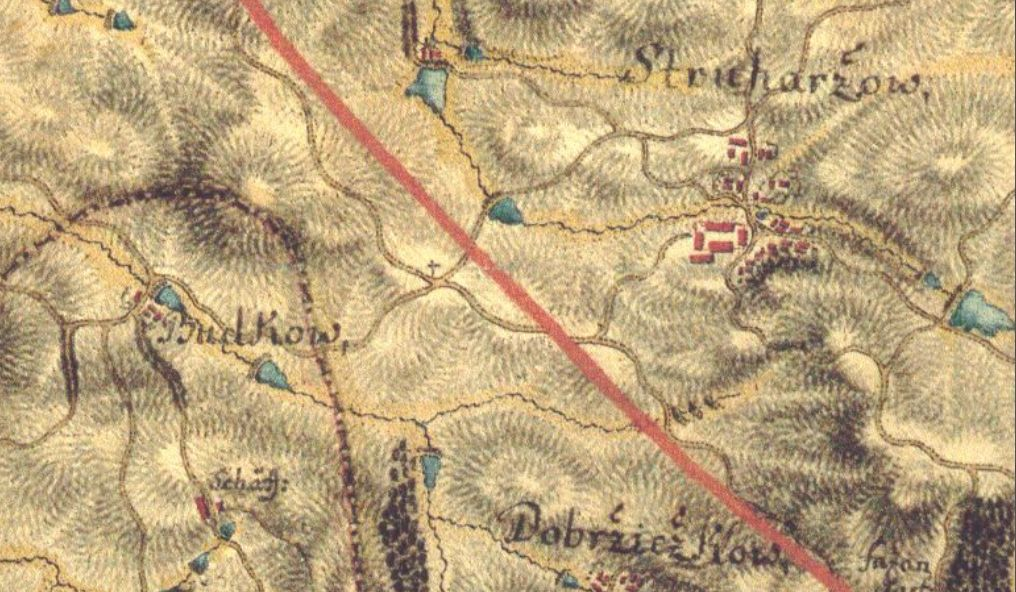
Struhařov a Budkov na prvním vojenském mapování; ve spodní části je zakreslen ovčín (Schäf.). Cesta na Dobříčkov zanikla během rozorávání mezí v padesátých letech 20. století

V historických dobách Budkov spadal pod dvůr na Pecínově. V berní rule je roku 1654 uváděn jako součást panství Jana staršího z Tallmberga. Na prvním vojenském mapování okolo roku 1765 jsou ve vsi doloženy čtyři stavení s dominantním statkem (rodu Chvátalů) nad rybníkem. Na mapách Stabilního katastru z let 1826–1843 jsou rozlišitelné dnešní čp. 2, 4, 5 a 6. August Sedláček ve svém díle uvádí: „Nade dvorem Peclinovem (vl. Pecínovem) v osadě Benešovské stála tvrz, jejíž zbytky v druhé polovici 19. st. rozebrány. Rum se vozil na popluží a z kamení vystavěn domek v Budkově.“
Ves se postupně rozrůstala přeměnou původních hospodářských budov na obytné domy (čp. 1, 3, 7 a 12) a po roce 2000 přibylo několik novostaveb. Budkovský rybník byl obnoven v roce 2012 a nyní se nachází v soukromých rukou.

## Obyvatelstvo
| Rok            | 1869 | 1880 | 1890 | 1900 | 1910 | 1921 | 1930 | 1950 | 1961 | 1970 | 1980 | 1991 | 2001 | 2011 | 2021 |
| -------------- | ---- | ---- | ---- | ---- | ---- | ---- | ---- | ---- | ---- | ---- | ---- | ---- | ---- | ---- | ---- |
| Počet obyvatel | 63   | 74   | 61   | 65   | 64   | 58   | 51   | 55   | 36   | 31   | 22   | 17   | 21   | 29   | 41   |
| Počet domů     | 8    | 12   | 12   | 12   | 11   | 11   | 11   | 11   | 11   | 9    | 10   | 12   | 14   | 13   | 17   |

## Obecní správa
Při sčítání lidu v letech 1850–1929 Budkov byl osadou obce Nová Ves v okrese Benešov. V 1930–1960 byl osadou obce Pozov v okrese Benešov. Od 12. června 1960 do 31. prosince 2001 byla osada úředně zrušena a jako část obce Struhařov byla obnovena 1. ledna 2002.

## Pamětihodnosti
- Kaplička Panny Marie z r. 1898

## Galerie

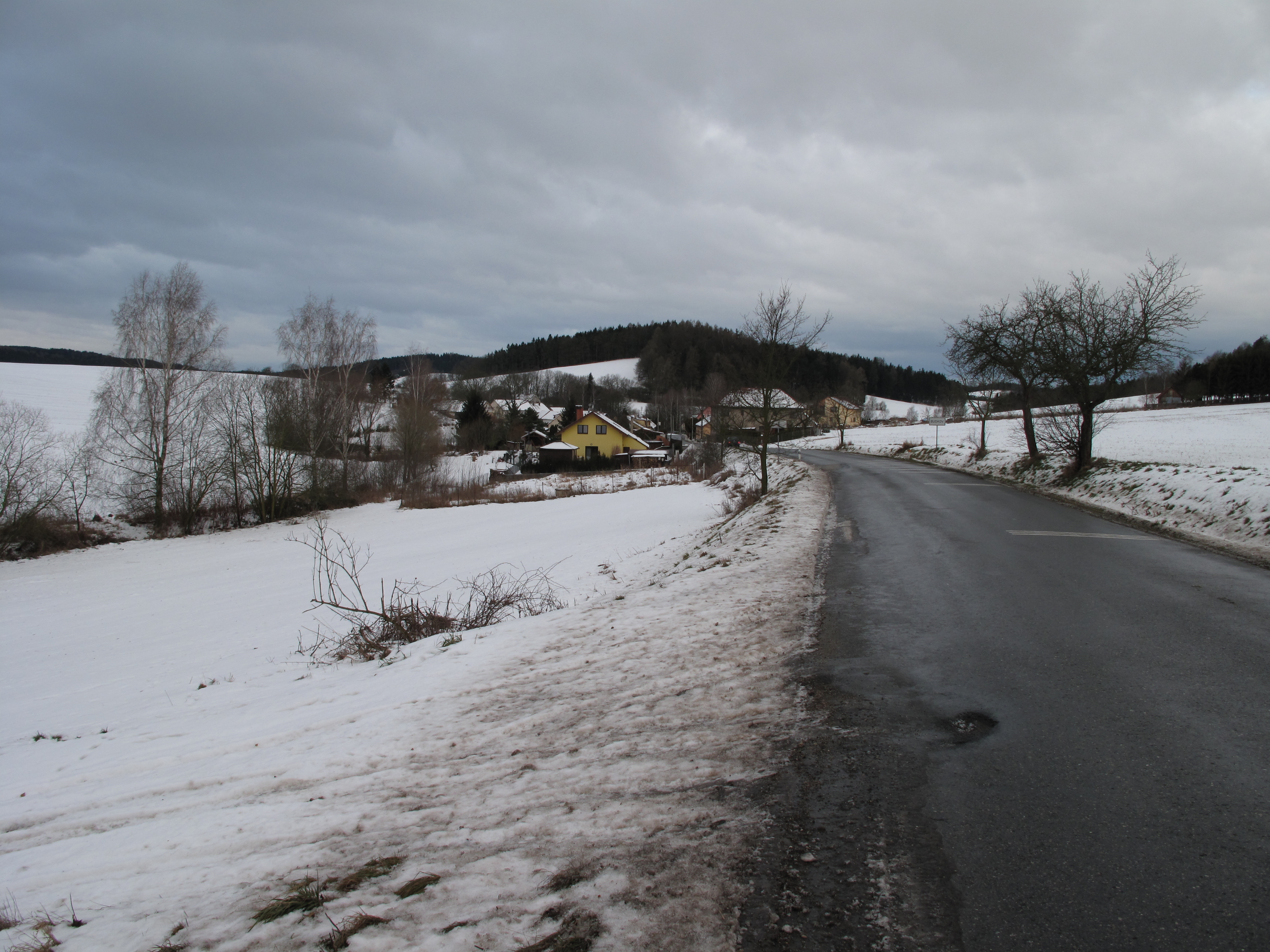
Pohled na Budkov v zimě
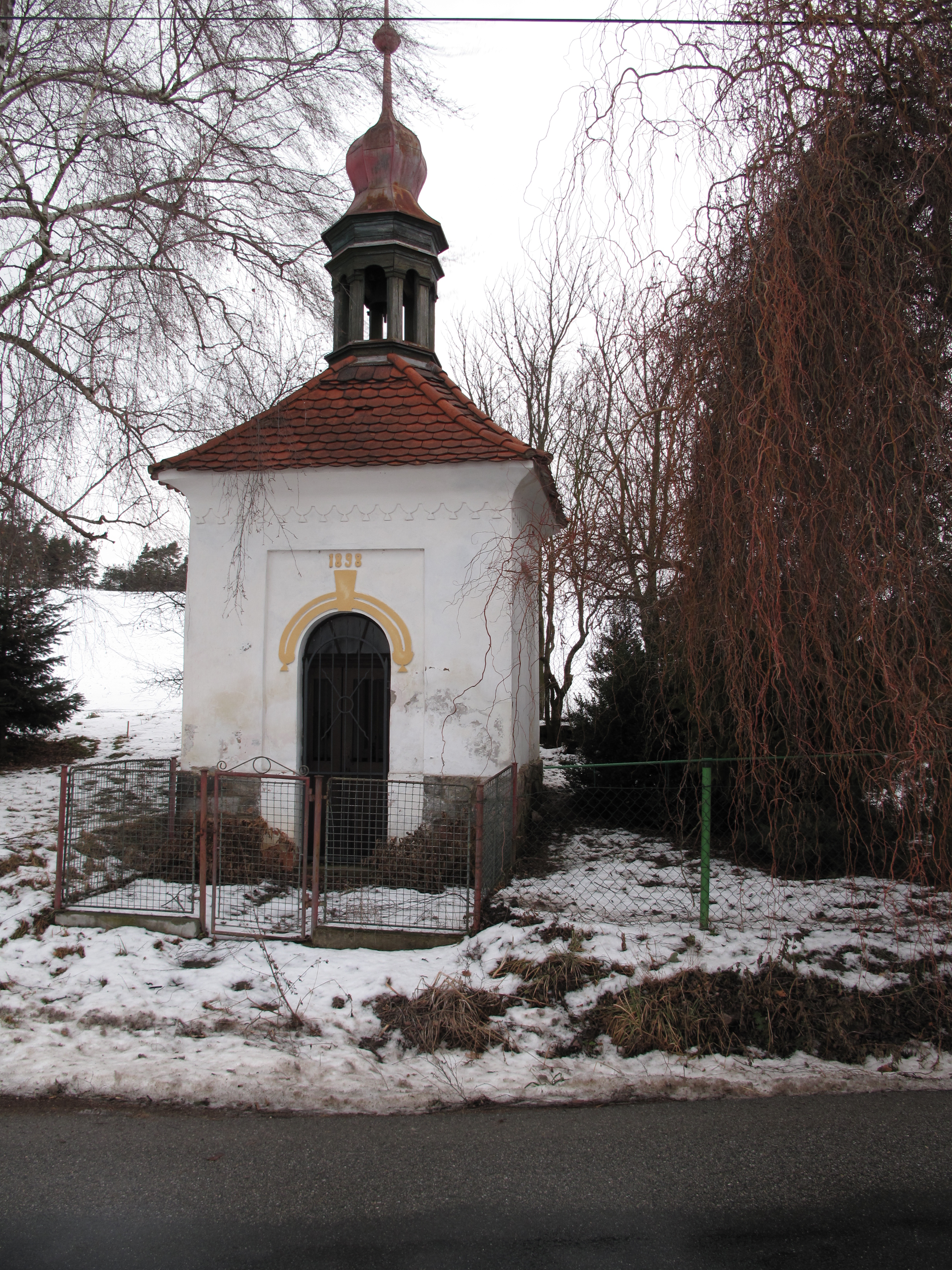
Kaplička
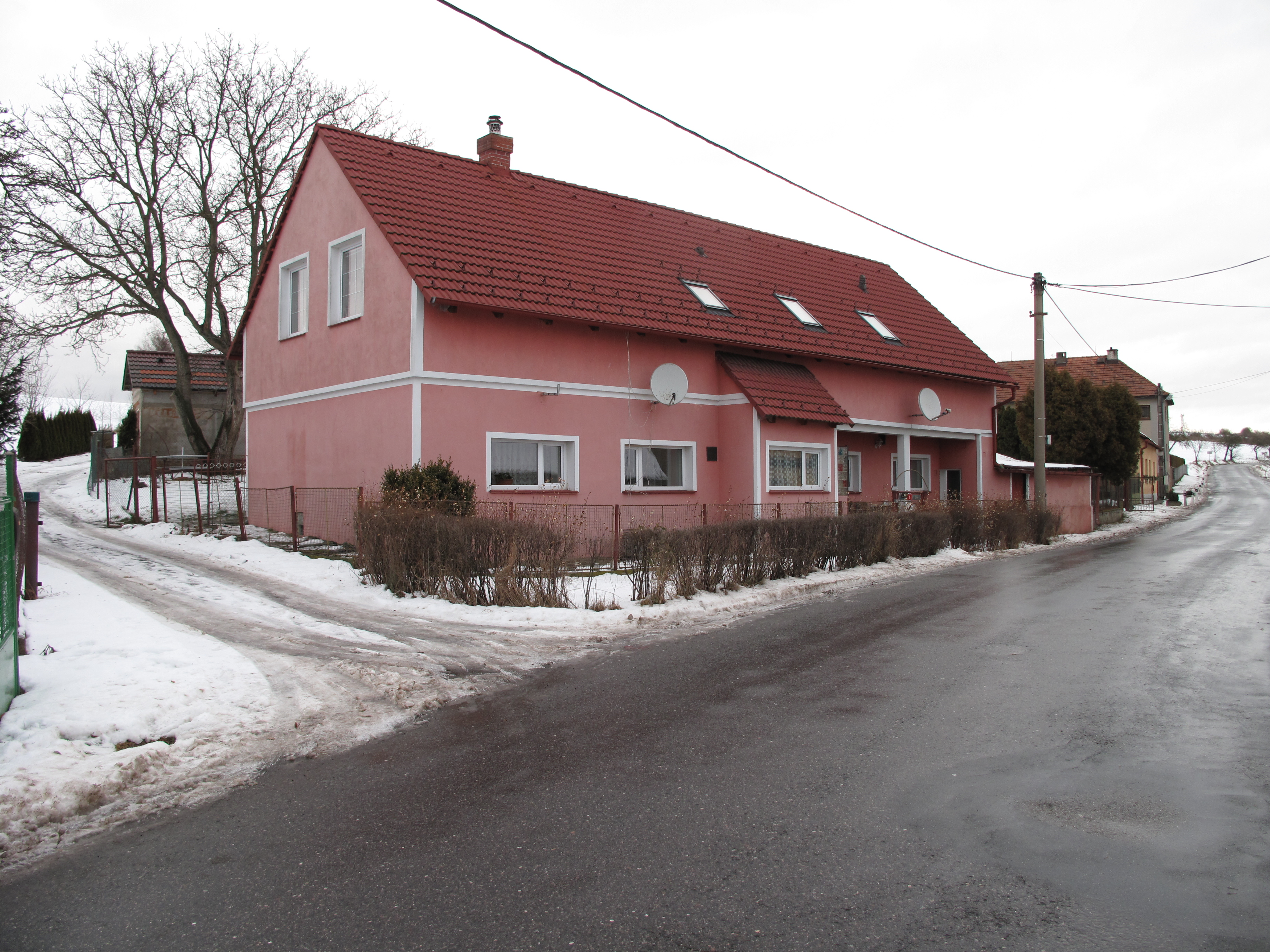
Dům u cesty